# Rudi Van Doorslaer
Rudi Van Doorslaer  (1951) is een Belgische historicus en schrijver. Hij was directeur van het Studie- en Documentatiecentrum Oorlog en Hedendaagse Maatschappij (CegeSoma) tussen 2005 en 2016. Hij is als gasthoogleraar verbonden aan de vakgroep Geschiedenis van de Universiteit Gent.

## Biografie
Rudi Van Doorslaer studeerde nieuwste geschiedenis aan de Universiteit Gent. Hij was actief binnen de marxistisch-leninistische studentenbeweging aan de UGent. In 1990 doctoreerde hij met de doctoraatsverhandeling Kinderen van het Getto. Joodse revolutionairen in België, 1925-1940.
Van 1977 tot 1980 werkte hij als tijdelijk attaché voor het CegeSoma, vanaf 1985 als onderzoeker en tussen september 2005 en augustus 2016 was hij directeur van het onderzoekscentrum. Daarnaast was hij verbonden aan de vakgroep Geschiedenis van de Universiteit Gent met specialisatie in sociale geschiedenis na 1750 en leidde hij tussen 1999 en 2001 de Studiecommissie voor geplunderde Joodse goederen in opdracht van de eerste minister. Van 1996 tot 2005 was hij hoofdredacteur van Bijdragen tot de Eigentijdse Geschiedenis.

## Publicaties[1]
Hij publiceerde 16 boeken en meerder artikels over communisme, joodse geschiedenis, migraties, de Tweede Wereldoorlog en de Spaanse Burgeroorlog. 
- De Kommunistische Partij van België en het Sovjet-Duits niet-aanvalspakt (1975).
- De moord op Lahaut. Het communisme als binnenlandse vijand (1985), samen met Etienne Verhoeyen.
- Kinderen van het getto. Joodse revolutionairen in België, 1925-1940 (1990), thesis.
- De curatoren van het getto. De Vereniging van de joden in België tijdens de nazi-bezetting (2004), samen met J.-Ph. Schreiber.
- Gekleurd Verleden. Familie in oorlog (2010), samen met Bruno De Wever en Martine Van Asch.
- De moord op Julien Lahaut (2010), samen met Etienne Verhoeyen.
- Belgen in oorlog. Onbekende beelden, sterke verhalen (2012), samen met Bruno De Wever en Martine Van Asch.
- Israel Piet Akkerman, Van Antwerpse vakbondsleider tot Spanjestrijder (2016) samen met Sven Tuytens.
- Nekschot. Oorlog, geweld en bevrijding in Tongeren (2021).